# Mollia lucens
Mollia lucens är en malvaväxtart som beskrevs av Charles Baehni. Mollia lucens ingår i släktet Mollia och familjen malvaväxter. Inga underarter finns listade i Catalogue of Life.